# Сперанский, Михаил Михайлович
Граф (с 1 января 1839) Михаи́л Миха́йлович Спера́нский (1 [12] января 1772, Черкутино, Владимирская провинция — 11 [23] февраля 1839, Санкт-Петербург) — русский государственный и общественный деятель, реформатор, законотворец, правовед. Основоположник юридической науки и классического юридического образования в России.
Выходец из духовного сословия, сын священника, благодаря своим способностям и трудолюбию привлёк внимание императора Александра I и, заслужив его доверие, возглавил его реформаторскую деятельность. В 1810—1812 годах — первый государственный секретарь Российской империи. В 1816—1819 годах — пензенский губернатор, в 1819—1821 годах — сибирский генерал-губернатор.
При Николае I руководил работой по кодификации законодательства. Участвовал в воспитании цесаревича Александра Николаевича, который через полвека возобновил либеральные реформы в России.

## Биография

### Детство
Михаил Михайлович Сперанский родился 1 (12) января 1772 года в селе Че́ркутино Владимирской провинции (сейчас — Собинский район Владимирской области). Его отец, Михаил Васильевич (1739—1801), служил священником храма Святителя и Чудотворца Николая в поместье екатерининского вельможи Салтыкова и был благочинным черкутинской округи. Все заботы по быту лежали на матери — Прасковье Фёдоровой (ок. 1741—1801), дочери дьякона церкви села Скоморохово (ныне Киржачского района Владимирской области).
Из всех детей до совершеннолетия доросли только два сына и две дочери. Михаил был старшим ребёнком. Он был мальчиком слабого здоровья, склонным к задумчивости, рано выучился читать. Почти всё своё время Михаил проводил в одиночестве или в общении с дедом Василием, сохранившим замечательную память на разные житейские истории. Именно от него получил будущий государственный деятель первые сведения об устройстве мира и месте человека в нём. Мальчик регулярно ходил со своим слепым дедом в церковь и там читал «Апостол» и «Часослов» вместо пономаря.
Михаилу было 6 лет, когда в его жизни произошло событие, оказавшее огромное влияние на дальнейшую жизнь: летом в Черкутино приехали владелец поместья Николай Иванович Салтыков, который был тогда гофмейстером Двора наследника престола Павла Петровича, и протоиерей Андрей Афанасьевич Самборский, который позже (с 1784 года) стал духовником великих князей Александра и Константина Павловичей. Самборскому мальчик очень полюбился, он познакомился с его родителями, играл с ним, носил на руках, в шутку приглашал в Петербург.

#### Владимирская семинария

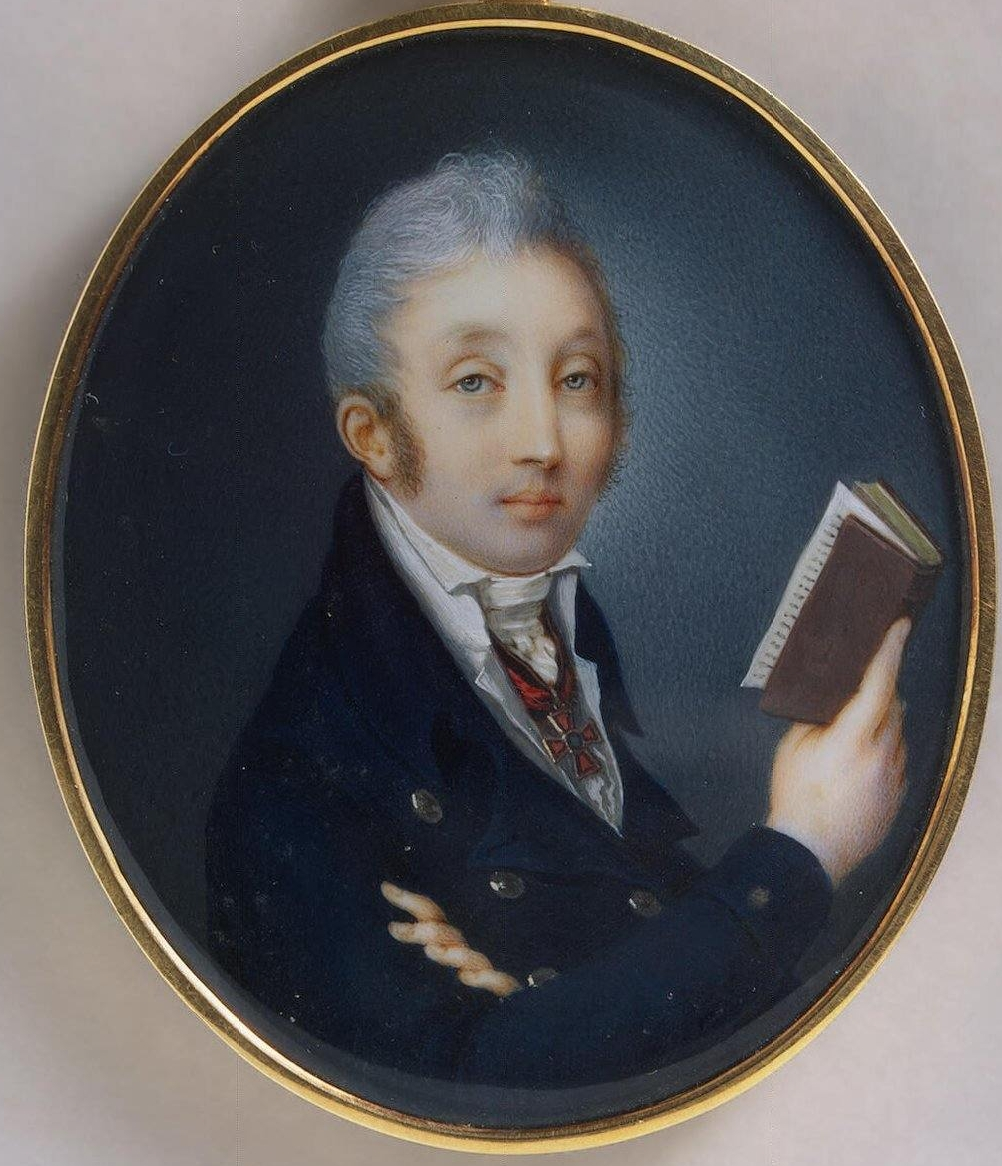
Сперанский в молодости

Около 1780 года Михаил был устроен во Владимирскую епархиальную семинарию, где был записан его дядей под фамилией Сперанский, то есть «подающий надежды» или «заслуживающий доверия» (от латинского термина spero, или speraro, который соответствовал русскому слову «надеяться»). Методика обучения в семинарии была схоластической и огромное количество текстов заучивалось наизусть. Поэтому в младших классах он учился хуже многих своих товарищей. Но уже с риторического класса у Сперанского открылись блестящие способности к чтению и размышлениям, самостоятельность и твёрдость характера, а также ярко выраженное умение ладить со всеми, добродушие и скромность. Помимо языков (русского, латинского, древнегреческого) семинаристы штудировали риторику, математику, физику, философию и богословие.
Став в 1787 году «студентом философии», Сперанский был взят в «келейники» к ректору (префекту) семинарии игумену Евгению (Романову). 
Летом 1788 года Владимирская семинария была объединена с Суздальской и Переяславской семинариями в одно учебное заведение, расположившееся в Суздале.

#### Александро-Невская семинария
В Александро-Невскую семинарию направлялись лучшие слушатели провинциальных семинарий со всей России. В их число вместе с другими двумя своими товарищами в 1788 году попал и Михаил Михайлович Сперанский. В обновлённой Александро-Невской семинарии главный упор (помимо собственно богословских дисциплин) был сделан на высшую математику, опытную физику, «новую» философию (включая творчество «богоборцев» Вольтера и Дидро) и на французский язык (международное средство общения интеллектуалов того времени). Во всех этих дисциплинах Сперанский быстро сделал блестящие успехи. Свободно овладев французским, он увлёкся просветительской философией, что наложило несмываемый отпечаток на него в будущем. Чрезвычайно интенсивный характер обучения в «главной семинарии» вместе с суровым монашеским воспитанием воздействовали на семинаристов в сторону выработки у них способности к продолжительным и напряжённым умственным занятиям. Постоянные упражнения в написании сочинений развивали навыки строгого, логичного письма. Выдающийся ум и независимость суждений проявляются в ученических проповедях Сперанского.
Среди сокурсников Сперанского были: будущий экзарх Грузии Феофилакт, литератор и переводчик греческих классиков Иван Иванович Мартынов, поэт, преподаватель риторики, историк Сибири, визитатор сибирских училищ, автор «Исторического обозрения Сибири» Пётр Андреевич Словцов.

#### Учительство
В 1792 году митрополит Санкт-Петербургский Гавриил предложил Сперанскому остаться в стенах семинарии для преподавания естественно-научных дисциплин. Весной он был определён на должность учителя математики «главной семинарии» России; через три месяца Сперанскому поручили вести ещё и курсы физики и красноречия, позднее (с 1795 года) — курс философии. Помимо лекционной работы молодой преподаватель со страстью занялся литературным трудом: писал стихи, составил развёрнутую «канву романа», размышлял над сложнейшими философскими проблемами. В журнале «Муза» за 1796 год были опубликованы его стихотворения: «Весна», «К дружбе», «Мысли при колыбели младенца» и другие. Наиболее значительное из его произведений данного времени — «Правила высшего красноречия» (распространялось в рукописи среди семинаристов), другое — рассуждение «О силе, основе и естестве». Оба были опубликованы уже после смерти Сперанского.

### Первый период государственной карьеры (1795—1812)

#### Секретарь генерал-прокурора
В 1795 году митрополит Гавриил рекомендовал Сперанского князю А. Б. Куракину, богатому и влиятельному вельможе, на должность домашнего секретаря. Молодой человек явился к Куракину, и тот устроил ему экзамен: поручил написать одиннадцать писем разным лицам. Князю потребовался целый час, чтобы вкратце объяснить содержание писем, а Сперанскому только ночь, чтобы всё написать. В шесть часов утра одиннадцать писем, составленные в изысканной форме, лежали на столе Куракина. Вельможа был покорён. Кроме исполнения обязанностей домашнего секретаря, Куракин поручил Сперанскому обучать русскому языку своего десятилетнего сына — Бориса Алексеевича (будущего сенатора, 1822) и девятилетнего племянника — Сергея Уварова (будущего президента Санкт-Петербургской Академии наук и министра народного просвещения России).

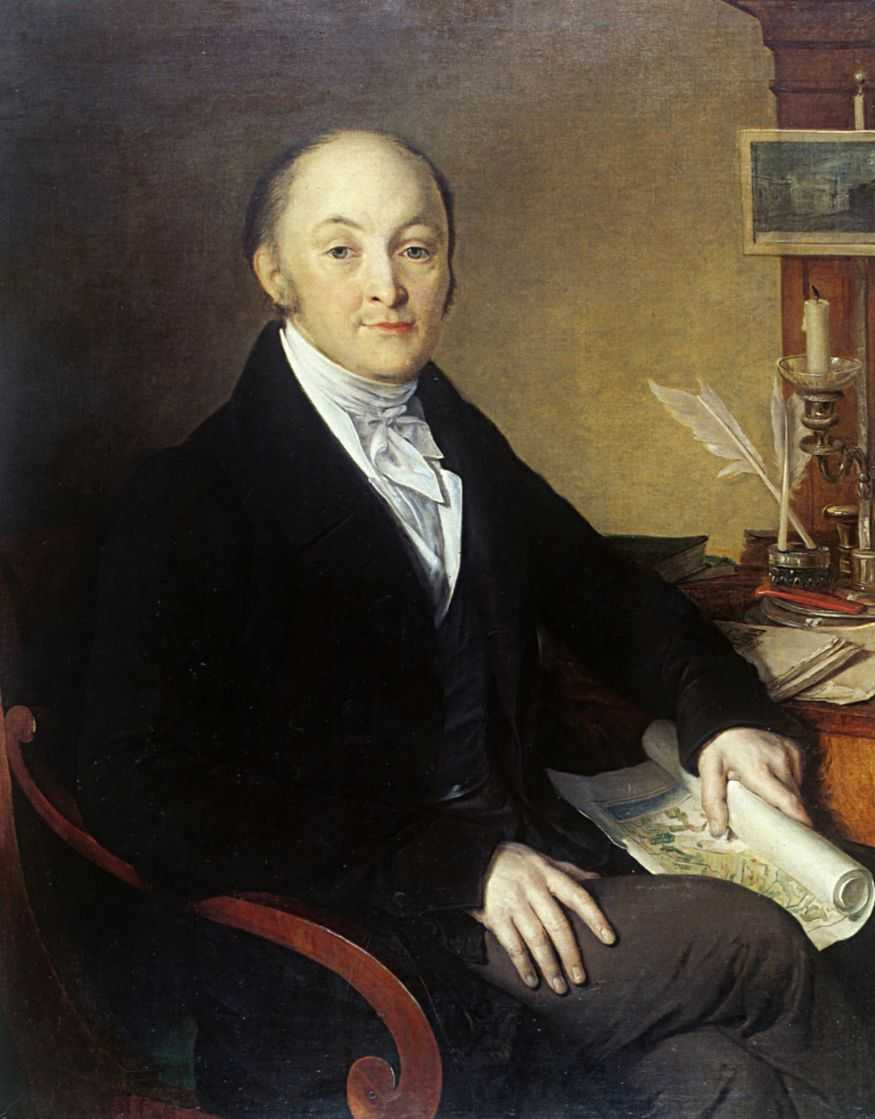
Портрет М. М. Сперанского работы Василия Тропинина

Когда князь Куракин, в конце 1796 года при воцарении Павла I, получил должность генерал-прокурора, он предложил Сперанскому отказаться от преподавательской деятельности и служить в его канцелярии. Митрополит, не желая отпускать способного молодого человека на светскую службу, предложил ему принять монашество, открывавшее путь к архиерейскому сану, но Сперанский сделал выбор, круто изменивший его судьбу: 2 января 1797 года он был зачислен в канцелярию генерал-прокурора на должность делопроизводителя с чином титулярного советника.
В период частной секретарской службы Сперанский сблизился с гувернёром молодого князя, немцем Брюкнером. Он был человек резких либеральных мнений, последователь Вольтера и энциклопедистов. Под его влиянием окончательно сложилось то политическое миросозерцание Сперанского, которое потом сказалось в обширных реформаторских планах.
5 апреля 1797 года, всего через три месяца после своего вступления в гражданскую службу, он получил чин коллежского асессора. Восхождение его по служебной лестнице было стремительным. Через девять месяцев, 1 января 1798 года, он был пожалован надворным советником, 18 сентября — коллежским советником, 8 декабря 1799 года — статским советником. Столь быстрое продвижение по службе было связано с уникальными способностями Сперанского, в том числе с его умением разбираться в человеческих характерах и нравиться людям.
Выдающиеся способности делали Сперанского необходимым, и потому его карьера была обеспечена и без обычного в то время искательства, угодливости. Известны факты, доказывающие, что Сперанский умел сохранять нравственную независимость. Свидетельством тому является встреча с П. Х. Обольяниновым, по словам очевидцев, обладавшим деспотичным, грубым и запальчивым нравом.

#### Первое возвышение
В последние годы правления Павла I молодой человек очень активно проявлял себя. 28 ноября 1798 года Сперанский был назначен герольдом ордена Святого апостола Андрея Первозванного, а 14 июля 1800 года император сделал его секретарём того же ордена с дополнительным жалованием в 1500 рублей с казной в 3000 рублей. 8 декабря 1799 года Сперанский, одновременно с получением чина статского советника, получил важное назначение, став «правителем канцелярии комиссии о снабжении резиденции припасами». Комиссия с таким непритязательным названием занималась весьма важными делами: не только доставкой продовольствия в масштабе всей столицы, контролем цен, но и благоустройством города. Именно этим временем следует уверенно датировать личное знакомство Сперанского с наследником престола.

#### Ранние годы правления Александра I
12 марта 1801 года на престол вступил император Александр I, и через неделю, 19 марта Сперанский получил новое назначение. Ему повелевали состоять статс-секретарём при Д. П. Трощинском, который, в свою очередь, исполнял работу статс-секретаря при Александре I. 23 апреля 1801 года назначен на должность управляющего экспедицией гражданских и духовных дел в канцелярии «Непременного совета».
Александр I, взошедши на трон, раздумывал о необходимости реформ в стране. Он объединил своих либерально настроенных друзей в «Негласный комитет». Способности помощника Д. П. Трощинского привлекли к себе внимание членов «Негласного комитета». Летом В. П. Кочубей взял Сперанского в свою «команду». 9 июля 1801 года Сперанский получил чин действительного статского советника. После коронации Александра I Сперанский составил императору часть проектов переустройства государства. В это время в «Негласном комитете» шла работа по разработке министерской реформы. Указом от 8 сентября 1802 года в России учреждались восемь министерств. Министры имели право личного доклада императору. В. П. Кочубей возглавил министерство внутренних дел. Он по достоинству оценил способности Сперанского и уговорил Александра I позволить Михаилу Михайловичу работать статс-секретарём под его руководством. Таким образом Михаил Михайлович оказался в кругу лиц, которые во многом определяли политику государства. Сперанский стал настоящей находкой для молодых аристократов.
Сперанский работал по 18—19 часов в сутки: вставал в пять утра, писал, в восемь принимал посетителей, после приёма ехал во дворец, вечером опять писал. Не имея себе равных в тогдашней России по искусству составления канцелярских бумаг, Сперанский неизбежно стал правой рукой своего нового начальника.
В 1802 году Сперанский подготовил несколько собственных политических записок: «О коренных законах государства», «Размышления о государственном устройстве империи», «О постепенности усовершения общественного», «О силе общественного мнения», «Ещё нечто о свободе и рабстве». В этих документах он впервые изложил свои взгляды на состояние государственного аппарата России и обосновал необходимость реформ в стране. В частности, в работе «О коренных законах государства» Сперанский писал:

Я бы желал, чтоб кто-нибудь показал различие между зависимостью крестьян от помещиков и дворян от государя; чтоб кто-нибудь открыл, не всё ли то право имеет государь на помещиков, какое имеют помещики на крестьян своих.
Итак, вместо всех пышных разделений свободного народа русского на свободнейшие классы дворянства, купечества и проч. я нахожу в России два состояния: рабы государевы и рабы помещичьи. Первые называются свободными только в отношении ко вторым, действительно же свободных людей в России нет, кроме нищих и философов.

В возрасте 30 лет Сперанский возглавил в министерстве внутренних дел отдел, которому предписывалось готовить проекты государственных преобразований. И. И. Дмитриев, возглавлявший в те времена министерство юстиции, позднее вспоминал, что Сперанский был у В. П. Кочубея «самым способным и деятельным работником. Все проекты новых постановлений и его ежедневные отчёты по Министерству им писаны. Последние имели не только достоинство новизны, но и со стороны методического расположения, весьма редкого и поныне в наших приказных бумагах, исторического изложения по каждой части управления, по искусству в слоге могут послужить руководством и образцами». Фактически Сперанский положил начало преобразованию старого русского делового языка в новый. 20 февраля 1803 года при непосредственном участии Сперанского (концепция, текст) был опубликован знаменитый «Указ о вольных хлебопашцах». Согласно этому указу помещики получили право отпускать крепостных на «волю», наделяя их землёй. За годы царствования Александра I было освобождено всего 37 тысяч человек. Вдохновлённый «записками» молодого деятеля, император через В. П. Кочубея поручает Сперанскому написать капитальный трактат-план преобразования государственной машины империи, и Сперанский с жаром отдаётся новой работе.
В 1803 году по поручению императора Сперанский составил «Записку об устройстве судебных и правительственных учреждений в России». При разработке записки он проявил себя активным сторонником конституционной монархии, однако практического значения записка не имела. В 1804 году Сперанским написаны «О духе правительства» и «Об образе правления». Прогрессивные идеи Сперанского оказались не востребованными временем, хотя труды его были щедро вознаграждены: в начале 1804 году он получает золотую табакерку; 18 ноября 1806 года Сперанский был награждён орденом Святого Владимира 3-й степени.

#### Ближайший сподвижник Александра I
В 1806 году произошло личное знакомство Сперанского с Александром I: часто болевший в этот год министр внутренних дел В. П. Кочубей решил посылать вместо себя на доклады к императору Сперанского. Начинаются звёздные годы Сперанского, эпоха славы и могущества, когда он был вторым лицом в империи. На политическом небосклоне всходили новые звёзды: Сперанский (гражданские реформы) и Аракчеев (военные реформы). Александр I оценил выдающиеся способности Сперанского. Императора привлекало то, что он не был похож ни на екатерининских вельмож, ни на молодых друзей из «Негласного комитета». Александр стал приближать его к себе, поручая ему «частные дела». Сперанский был введён в Комитет для изыскания способов усовершенствования духовных училищ и к улучшению содержания духовенства. Его перу принадлежит знаменитый «Устав духовных училищ» и особое положение «О продаже церковных свечей». До 1917 года русское духовенство благодарно помнило Сперанского.
19 октября 1807 года Сперанский уволен из министерства внутренних дел, при этом за ним сохранилось звание статс-секретаря. 8 августа 1808 года Сперанский назначен «присутствующим» в Комиссию составления законов.
Уже в 1807 году Сперанского несколько раз приглашают на обед ко двору. Осенью этого же года ему поручают сопровождать Александра I в Витебск на военный смотр, а в следующем году в Эрфурт, на встречу с Наполеоном. Сперанский увидел Европу, и Европа увидела Сперанского. Согласно рассказам очевидцев, в Эрфурте каждый из императоров, желая показать собственное величие, стремился блеснуть своей свитой. Наполеон продемонстрировал сопровождавших его и полностью от него зависящих немецких королей и владетельных принцев, а Александр I — своего статс-секретаря.
Об его роли в государственных делах Российской империи Наполеон, видимо, имел достаточную информацию и оценил способности молодого чиновника. Участники русской делегации с завистью отмечали, что французский император оказал большое внимание Сперанскому и даже в шутку спросил у Александра: «Не угодно ли вам, государь, уступить мне этого человека в обмен на какое-нибудь королевство?». Примечательно, что через несколько лет эта фраза получила в общественном мнении другое толкование и сыграла определённую роль в судьбе Сперанского. Дочь реформатора решительно опровергает эту чрезвычайно устойчивую, кочующую из книги в книгу легенду (сочинённую большим мистификатором Ф. В. Булгариным). Достоверно известно, что Сперанский получил в награду от Наполеона за участие в сложных переговорах усыпанную бриллиантами золотую табакерку с портретом французского императора. Однако политических дивидендов Сперанскому подарок не прибавил. Над ним сгущались тучи. В Эрфурте Александр позже обратился к Сперанскому с вопросом, как ему нравится за границей. Сперанский отвечал: «У нас люди лучше, а здесь лучше установления». По возвращении в том же году император дал ему поручение составить план общей политической реформы.
11 декабря 1808 года Сперанский читает императору Александру свою записку «Об усовершении общего народного воспитания» и представляет на рассмотрение «Проект предварительные правила для специального Лицея», в котором намечает принципы обучения и воспитания Царскосельском лицее.
16 декабря 1808 года Сперанский назначен товарищем (заместителем) министра юстиции, с оставлением при прочих должностях.
3 апреля 1809 года император подписывает разработанный Сперанским указ, согласно которому прекращается присвоение чинов камер-юнкера и камергера. Камер-юнкеры и камергеры, не состоящие на военной или гражданской службе, обязаны были выбрать один из этих двух видов службы или уйти в отставку. В дальнейшем пожалование в камер-юнкеры и камергеры означало лишь присвоение почётного звания («придворного отличия») на время службы. Лица, пожалованные в эти чины до издания указа, сохраняли их.
6 августа император утверждает разработанный Сперанским указ «Об экзаменах на чин», который, в целях повышения грамотности и профессионального уровня чиновников, требовал, чтобы чины коллежского асессора (давал личное дворянство) и статского советника (давал потомственное дворянство) присваивались только при предъявлении диплома об университетском образовании или сдаче экзамена в объёме университетского курса. 30 августа Сперанский возведён в чин тайного советника.
В том же году Сперанский подготовил общий план реформ «Введение к уложению государственных законов», который был по замыслу изложением мыслей, идей и намерений не только реформатора, но и самого государя.
В 1809—1811 годах Сперанский возглавляет Комиссию финляндских дел в должности статс-секретаря.
1 января 1810 года, с учреждением Государственного совета, Сперанский стал государственным секретарём — самым влиятельным сановником России и вторым после императора лицом в государстве.
В 1810—1811 годах, по совету Сперанского, с целью поправить расстроенные финансы и ликвидировать возраставший бюджетный дефицит, введён ряд налогов, в том числе налог на дворянские имения.
25 июня 1811 года император утверждает разработанный Сперанским основной законодательный акт второго этапа министерской реформы: «Общее учреждение министерств».
В 1810 году Сперанский вступил в масонскую ложу «Полярная звезда», основанную в 1809 году Игнацем Аврелием Фесслером, который и руководил ею. М. Л. Магницкий позднее писал: 

Ложа сия, председательствуемая в тот день Сперанским, состояла из Фесслера, Тургенева, Уварова, Дерябина, Пезаровиуса, Злобина, Гогеншильда и Розенкампфа.
«Полярная звезда», работала по системе «Рояль-Йорк» в трёх символических иоанновских степенях, плюс «степень познания» для избранных, где бы масоны могли знакомиться с сущностью всех в то время известных масонских систем.

### Опала (1812—1816)
Реформы, проводимые Сперанским, затронули практически все слои российского общества. Это вызвало бурю недовольства со стороны дворянства и чиновничества, чьи интересы были задеты более всего. Всё это отрицательно сказалось на положении самого государственного секретаря. Просьбу его об отставке в феврале 1811 года Александр I не удовлетворил, и Сперанский продолжил работу, но число его недоброжелателей росло. Ему припомнили Эрфурт и встречи с Наполеоном. Этот упрёк в условиях обострившихся российско-французских отношений был особенно тяжёлым. Сказалось на положении Сперанского и то, что Александр боялся насмешки над собой. Если кому-либо случалось засмеяться в присутствии императора, тот подозревал, что смеются над ним. Противники реформ использовали это свойство в борьбе против Сперанского. Сговорившись между собой, участники интриги стали с некоторых пор регулярно сообщать царю о разных дерзких отзывах, исходящих будто бы от его госсекретаря. Интрига сработала не сразу. Поначалу Александр не придавал этим слухам значения. Отношения с Францией осложнялись, предостережения Сперанского о неизбежности войны, его настойчивые призывы готовиться к ней, конкретные и разумные советы царю не оставляли сомнений в преданности его России.
В день своего 40-летия Сперанский был награждён орденом Святого Александра Невского. Однако ритуал вручения прошёл непривычно строго, и стало ясно, что звезда реформатора начинает закатываться. Недоброжелатели Сперанского, в первую очередь, советник государя по финским делам Армфельт и министр полиции Балашов, ещё больше активизировались. Они передавали Александру все сплетни и слухи о госсекретаре. Ухудшило положение Сперанского и другое. Весной 1811 года лагерь противников реформ получил идейно-теоретическое подкрепление. В Твери вокруг сестры Александра Екатерины Павловны сложился кружок людей недовольных либерализмом государя и, в особенности, деятельностью Сперанского. В их глазах Сперанский был преступником. Во время визита Александра I великая княгиня представила ему Карамзина, и писатель передал царю «Записку о древней и новой России» — своего рода манифест противников перемен, обобщённое выражение взглядов консервативного направления русской общественной мысли. На вопрос, можно ли хоть какими-то способами ограничить самовластие, не ослабив спасительной царской власти, Карамзин отвечал отрицательно. Любые перемены, «всякая новость в государственном порядке есть зло, к коему надо прибегать только в необходимости». Спасение же Карамзин видел в традициях и обычаях России, её народа, которому вовсе не нужно брать пример с Западной Европы. Карамзин спрашивал в своём трактате:

И будут ли земледельцы счастливы, освобождённые от власти господской, но преданные в жертву их собственным порокам? Нет сомнения, что […] крестьяне счастливее […], имея бдительного попечителя и сторонника.
 Этот аргумент выражал взгляды большинства помещиков, которые, по мнению Д. П. Рунича, «теряли голову только при мысли, что конституция уничтожит крепостное право и что дворянство должно будет уступить шаг вперёд плебеям». Ничего нового тут не было, но теперь эти взгляды были сведены в одном документе, написанном талантливо и убедительно, с глубоким пониманием истории, притом не придворным или искателем должностей, а независимым писателем и мыслителем. Эта записка Карамзина сыграла решающую роль в отношении к Сперанскому. Излишняя самоуверенность Сперанского, его неосторожные упрёки в адрес Александра I за непоследовательность в государственных делах тоже не прошли незамеченными и в конечном счёте вызвали раздражение императора.
Барон М. А. Корф пишет в дневнике за 28 октября 1838 года:

Отдавая полную высокую справедливость его уму, я никак не могу сказать того же об его сердце. Я разумею здесь не частную жизнь, в которой можно его назвать истинно добрым человеком, ни даже суждения по делам, в которых он тоже склонен был всегда к добру и человеколюбию, но то, что называю сердцем в государственном или политическом отношении — характер, прямодушие, правоту, непоколебимость в избранных однажды правилах. Сперанский не имел… ни характера, ни политической, ни даже частной правоты.
 Многим своим современникам Сперанский казался именно таким, каким обрисован он главным своим биографом в только что приведённых словах.
В марте 1812 года Александр I объявил Сперанскому о прекращении его служебных обязанностей. Вечером 17 марта 1812 года в Зимнем дворце состоялась беседа между императором и государственным секретарём, о которой Сперанский позже рассказал Лубяновскому. В этот же день дома Сперанского уже ждали министр полиции Балашов с предписанием о высылке из столицы, Санглен и частный пристав, с которым он был отправлен в Нижний Новгород. Тогда он не мог и предположить, что возвратится в столицу только через девять лет, в марте 1821 года.
В разговоре с Иваном Дмитриевым Александр I так объяснял отставку Сперанского: «Пакостная история. Сперанский, за две комнаты от [моего] кабинета, позволил себе, в присутствии близких к нему людей, опорочивать политические мнения нашего правления, ход внутренних дел и предсказывать падение империи. Этого мало, он простёр наглость свою даже до того, что захотел участвовать в государственных тайнах. Вот письмо его и собственное признание. Прочитай сам.» В письме Сперанский признавался, что «из любопытства» читал секретные депеши, посланные в Петербург российским послом в Дании.
Современники назовут эту отставку «падением Сперанского». В действительности произошло не простое падение высокого сановника, а падение реформатора со всеми вытекающими отсюда последствиями. Отправляясь в ссылку, Сперанский не знал, какой приговор вынесен ему в Зимнем дворце. Отношение в простом народе к Сперанскому было противоречивое, как отмечает М. А. Корф:

…местами ходил довольно громкий говор, что государев любимец был оклеветан, и многие помещичьи крестьяне даже отправляли за него заздравные молебны и ставили свечи. Дослужась, — говорили они, — из грязи до больших чинов и должностей и быв умом выше всех между советниками царскими, он стал за крепостных…, возмутив против себя всех господ, которые за это, а не за предательство какое-нибудь, решились его погубить.
Из Нижнего Новгорода 15 сентября 1812 года Сперанский был отправлен в Пермь, где отбывал ссылку с 23 сентября 1812 года по 19 сентября 1814 года; 31 августа 1814 года Сперанскому было разрешено проживание под полицейским надзором в своём небольшом имении Великополье Новгородской губернии. Здесь он встречался с Аракчеевым и через него ходатайствовал перед Александром I о своём полном «прощении». Сперанский неоднократно обращался к императору и министру полиции с просьбой разъяснить его положение и оградить от оскорблений. Эти обращения возымели последствия: распоряжением Александра надлежало выплатить Сперанскому по 6 тысяч рублей в год с момента высылки. Данный документ начинался словами: «Пребывающему в Перми тайному советнику Сперанскому…». Кроме того, распоряжение было свидетельством, что император Сперанского не забывает и ценит.

### Возвращение на службу (1816—1839)

#### Пензенский гражданский губернатор

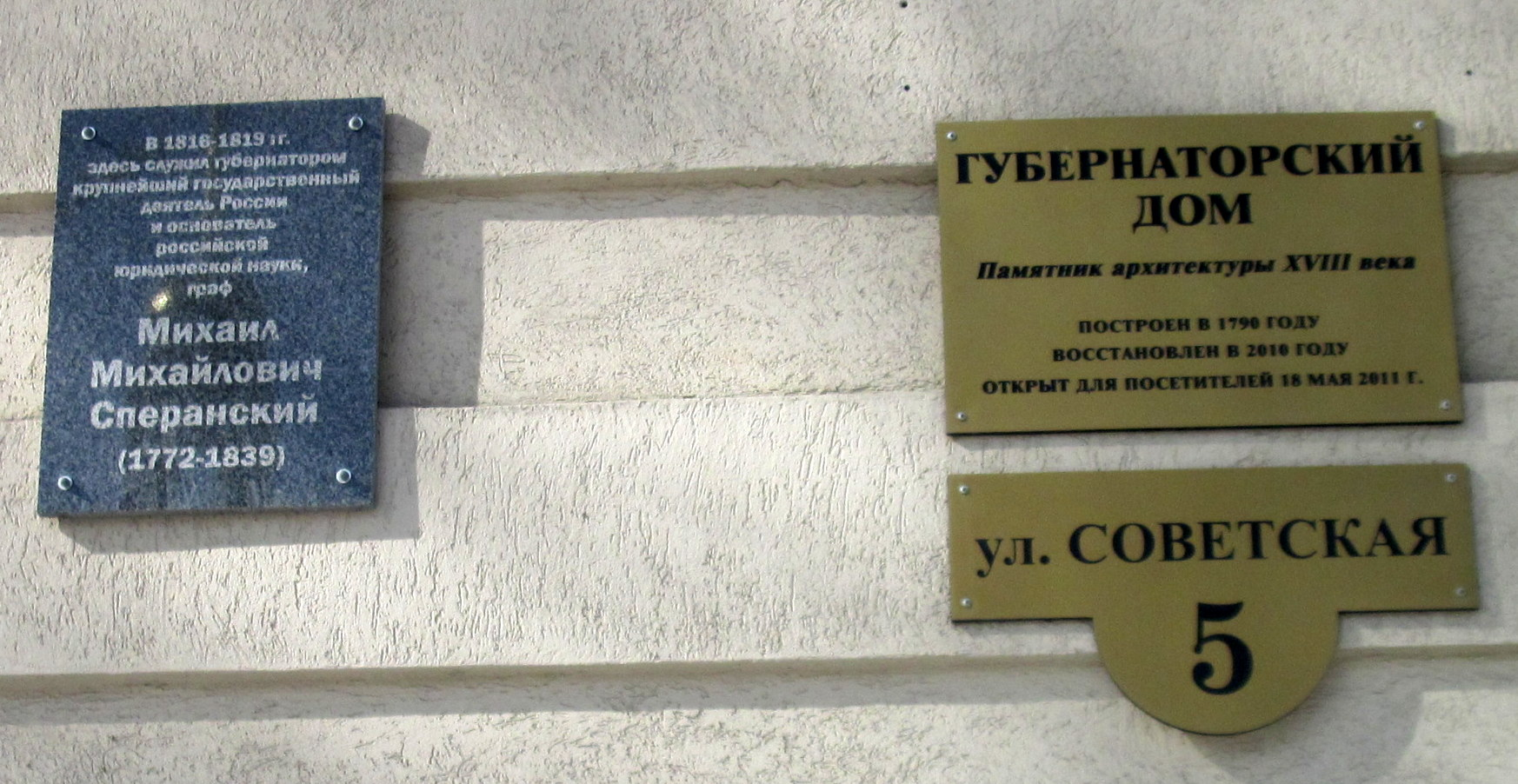
Мемориальная доска в Пензе

Указом императора от 30 августа (11 сентября) 1816 года Сперанский был возвращён на государственную службу и назначен пензенским гражданским губернатором. 22 октября 1816 года он писал Елизавете, оставшейся в Великополье:

Третьего дни, в три часа утра, по советам проверенных братьев, наконец, достиг я Пензы. В семь часов я был уже в мундире и на службе. Стечение зрителей необыкновенное. В крайней усталости Господь даёт мне силы. Доселе всё идёт весьма счастливо. Кажется, меня здесь полюбят. Город, действительно, прекрасный.
Михаил Михайлович предпринял энергичные меры по наведению в губернии надлежащего порядка и вскоре, по словам М. А. Корфа, «всё пензенское население полюбило своего губернатора и славило его как благодетеля края». Сам Сперанский, в свою очередь, так оценивал этот край в письме дочери: «Здесь люди, вообще говоря, предобрые, климат прекрасный, земля благословенная… Скажу вообще: если Господь приведёт нас с тобою здесь жить, то мы поживём здесь покойнее и приятнее, нежели где-либо и когда-либо доселе жили…»

#### Сибирский генерал-губернатор. Первое в России введение политики гласности иразделения властей: законодательной власти на местах
22 марта 1819 года Сперанский неожиданно получил новое назначение — генерал-губернатором Сибири. По поручению императора Сперанский должен был провести ревизию Сибири. 6 мая 1819 года Сперанский отправился из Пензы в Сибирь. «Известие это имело в себе что-то поразительное. Первый приближённый к [иркутскому губернатору] Трескину чиновник вскоре после этого сошёл с ума и умер в сумасшествии. Другой, в припадке белой горячки, бросился в Ушаковку, был вытащен из воды полумёртвым и вскоре помер. …». Говорили, что и жена Трескина покончила жизнь самоубийством перед приездом Сперанского, а не погибла в результате несчастного случая. Эти события имели сильное влияние на мысли народа.

29 августа 1819 года Сперанский прибыл в Иркутск — центр губернии, где должен был находиться генерал-губернатор, хотя занимавший и другие должности предшествующий генерал-губернатор И. Б. Пестель находился в Петербурге. 

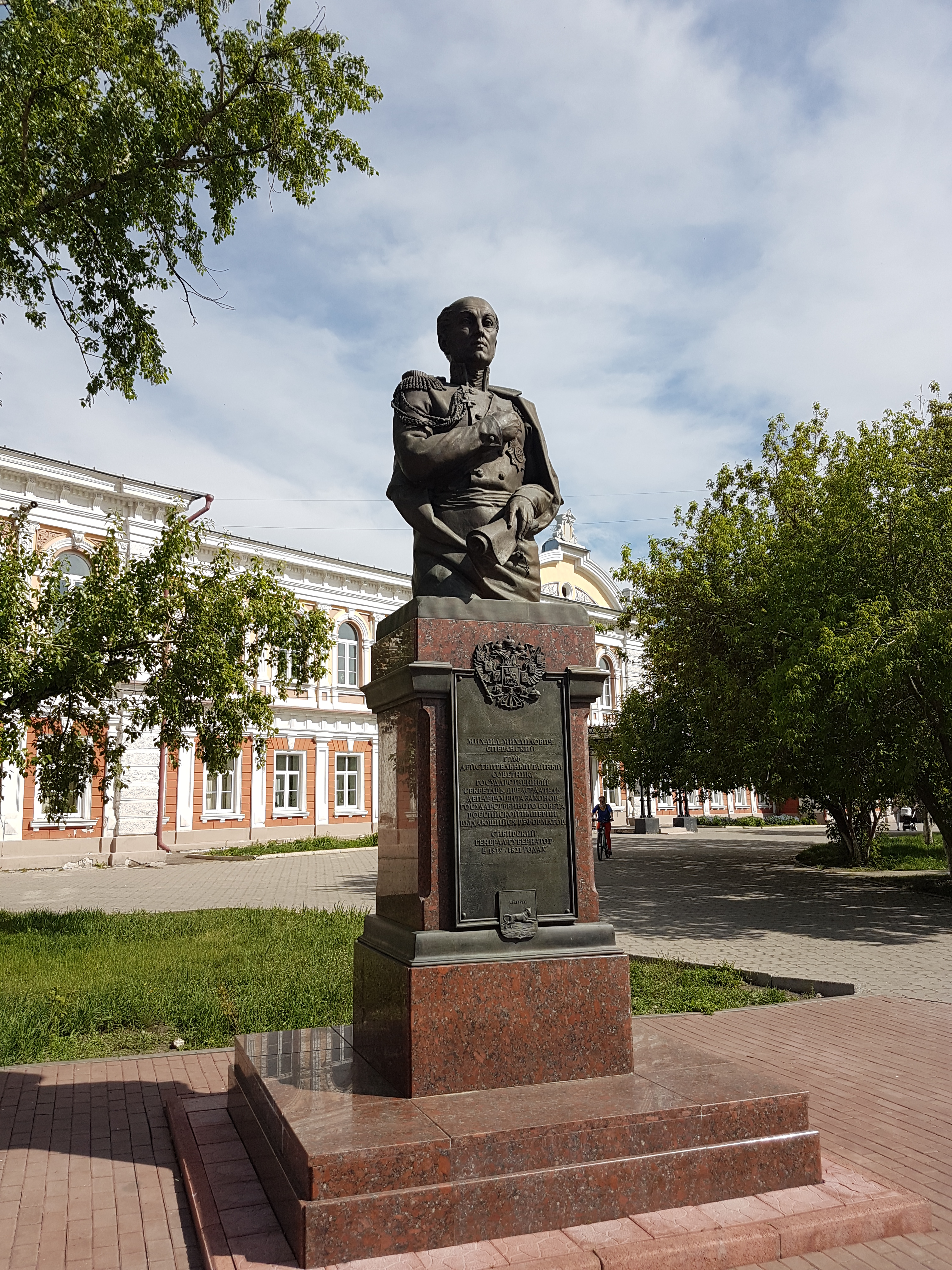
Памятник Михаилу Сперанскому, поставленный в центре Иркутска

 Сперанский чрезвычайно быстро вник в местные проблемы и обстоятельства с помощью провозглашённой им «гласности». Прямое обращение к самому высокому начальству перестало «составлять преступление». В результате гласности были отстранены от всех должностей его предшественник сибирский генерал-губернатор отец будущего лидера декабристов И. Б. Пестель, два губернатора — томский и иркутский. 48 чиновников предстали перед судом, 681 человек оказались замешанными в противозаконных действиях, в том числе 174 чиновника и 256 «инородческих начальников». Сумма взысканий с них составила до трёх миллионов рублей. «Злоупотребительные» же действия самого Трескина, как значилось в указе правительствующего сената по результатам работы следственной комиссии, обошлись государству в 4-5 миллионов рублей ассигнациями (того времени).
Чтобы как-то поправить положение, Сперанский начинает проводить реформы управления краем. «Первым сотрудником» при проведении сибирских преобразований был будущий декабрист Г. С. Батеньков. Он вместе со Сперанским энергично занимался разработкой «Сибирского уложения» — обширного свода реформирования аппарата управления Сибири. Особое значение имели два проекта, утверждённые императором: «Учреждения для управления Сибирских губерний» и «Устав об управлении инородцев». Сперанский предложил новое деление коренного населения Сибири, по образу жизни, на оседлое, кочевое и бродячее.
В период работы Батеньков искренне верил, что Сперанский, «вельможа добрый и сильный», действительно преобразит Сибирь коренным образом. Впоследствии ему стало ясно, что Сперанскому не было дано «никаких средств к исполнению возложенного поручения». Однако Батеньков считал, что «за неуспех нельзя винить лично Сперанского».
Но перемены всё же были очень значительными. В ноябре 1819 г. Сперанским были изданы «Подтвердительные правила о свободе внутренней торговли», согласно которым были запрещены все виды ограничений на торговые сделки, отменялась так называемая «запретная система» и все виды монополий. Введение свободной торговли, по мысли Сперанского, должно было способствовать развитию производства товарного зерна и хлеба, в которых Сибирь испытывала острый недостаток даже в те годы, когда урожаи были особенно высокими. И, действительно, уже в 1820 году в Сибири значительно улучшилось снабжение населения хлебом. Уже находясь в Петербурге, благодаря созданному им Сибирскому комитету, ограничившему власть генерал-губернаторов, Сперанский провёл административную реформу, в результате которой Сибирь была разделена на два генерал-губернаторства, причём единоличной власти генерал-губернаторов и уездных начальников противостояли не только учреждения Петербурга, но и впервые созданные в России коллегиальные органы местной законодательной власти — советы — и в каждом из двух генерал-губернаторств, и во всех их округах и уездах.
В конце января 1820 года Сперанский направил императору краткий отчёт о своей деятельности, где заявил, что сможет окончить все дела к маю месяцу, после чего пребывание его в Сибири «не будет иметь цели». Император предписал ему прибыть в столицу к последним числам марта будущего года. Эта отсрочка сильно повлияла на Сперанского. Его деятельность на какое-то время представилась ему бессмысленной. Однако он точно выполнил предписание и в марте 1821 года вернулся в столицу.

#### Снова в столице
8 февраля 1821 года выехал из Тобольска в Санкт-Петербург, куда прибыл 22 марта 1821 года. Император в это время находился на конгрессе в Лайбахе, возвратившись 26 мая, он принял бывшего госсекретаря только 2 июня. Когда Сперанский вошёл в кабинет, Александр воскликнул: «Уф, как здесь жарко», — и увлёк его с собой на балкон, в сад. Всякий прохожий мог не только видеть их, но и расслышать их разговор, чего, вероятно, царь и хотел, чтобы избежать разговора по существу. Сперанский понял, что ему не вернуть былого влияния при дворе.
11 июля 1821 года император назначает Сперанского управляющим Комиссией составления законов. 17 июля Сперанский назначен членом Государственного совета по департаменту законов, ему было поручено возобновить работы по составлению гражданского и уголовного уложений.
28 июля император учреждает для рассмотрения отчёта генерал-губернатора Сибири Сперанского Сибирский комитет под председательством министра внутренних дел графа В. П. Кочубея. В январе 1822 года началась реформа Сибирского управления, разработанная Сперанским: 26 января 1822 года, указом императора, Сибирь была разделена на Восточную и Западную.
Сперанскому было поручено управление сибирскими губерниями до прибытия назначенных генерал-губернаторов на места.
В 1822 году император Александр I издал указ о введении разработанного М. М. Сперанским «Устава о сибирских киргизах», которым ликвидировалась ханская власть в казахских жузах. Внедряемый новый административный порядок встретил резкое противодействие среди некоторых казахских ханов, которые стремились восстановить прежний уклад и даже отделить казахские земли от России. Самое упорное сопротивление было оказано со стороны наиболее влиятельной и многочисленной в Среднем жузе семьи Касымовых из рода Абылай-хана. Старейшина этой фамилии, Касым Аблайханов, со всеми своими родичами откочевал в пределы Кокандского ханства, откуда его сторонники стали совершать разорительные набеги на южные волости Акмолинского внешнего округа и разорять казахские аулы, которые приняли российское управление. Затем этим занялся Кенесары Касымов.
24 января 1823 года император распорядился создать Комиссию составления проекта учреждения о военных поселениях. Для предварительного рассмотрения отдельных частей этого проекта учреждается Особый комитет из трёх лиц, в который, помимо Аракчеева и начальника штаба военных поселений Клейнмихеля, включён Сперанский. Он составил записку, озаглавленную «Введение к учреждению военных поселений», которая была издана в январе 1825 года в виде отдельной брошюры без указания автора под названием «О военных поселениях». Отпечатана она была в типографии штаба военных поселений и предназначалась для пропагандистских целей.

#### При Николае I
19 ноября 1825 года скончался Александр I. 13 декабря 1825 года Сперанский составляет проект манифеста о вступлении на престол Николая І. Позже он был введён в состав Верховного уголовного суда по делу декабристов и завоевал доверие Николая I, но говорят, что когда выносили приговор декабристам, Сперанский плакал. Свидетельством неоднозначного отношения Сперанского к самодержавной власти и самодержцам может служить факт того, что именно Сперанского декабристы прочили в первые президенты русской республики в случае удачного восстания и свержения Николая I.

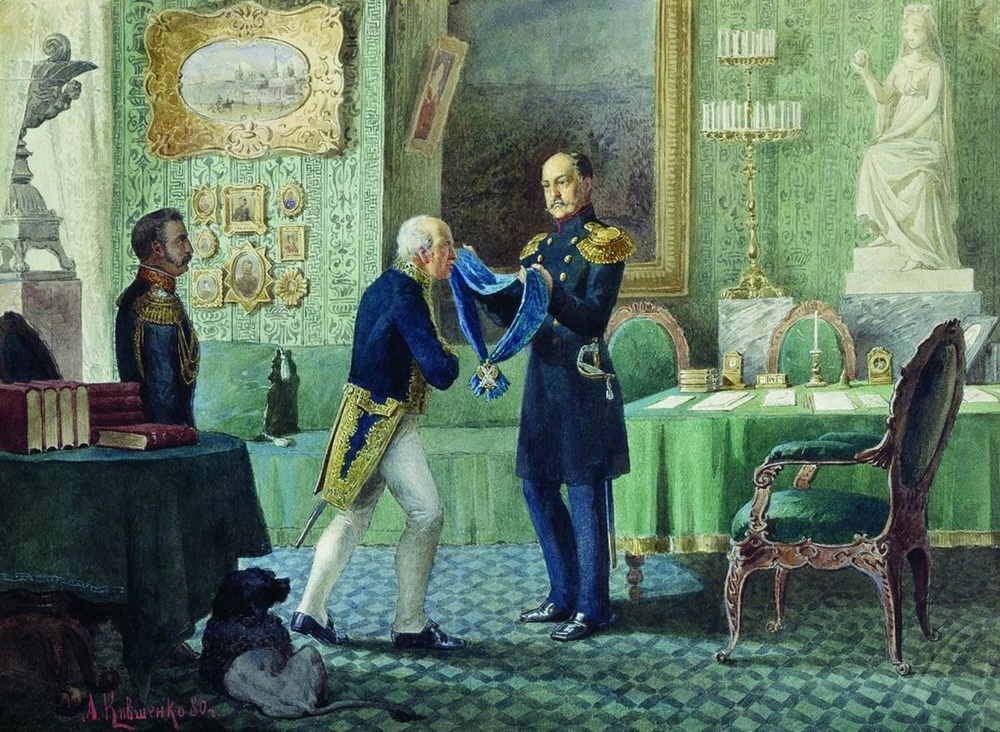
«Император Николай I награждает Сперанского за составление свода законов». Картина А. Кившенко

В январе 1826 года Сперанский подаёт императору Николаю записку «Предположения к окончательному составлению законов». Новый император поручает Сперанскому возглавить кодификацию законодательства империи за последние 180 лет. Для этой цели в структуре императорской канцелярии было выделено специальное Второе отделение. Чтобы предупредить толки о новом возвышении Сперанского, председателем отделения был назначен бывший ректор столичного университета Балугьянский, а Сперанский занял должность главноуправляющего. 2 октября 1827 года он возведён в чин действительного тайного советника. Лишь благодаря его неутомимой деятельности были завершены в срок «Полное собрание законов Российской империи» и «Свод законов Российской империи». 21 января 1830 года Сперанский сообщает Николаю I о том, что работа Второго отделения по составлению «Полного собрания законов Российской империи» завершена. 19 января 1833 года на специальном заседании Государственного совета Сперанский представляет императору 45 томов «Полного собрания законов Российской империи» и 15 томов «Свода законов Российской империи», составленных под его руководством. В конце торжественной церемонии Николай I в присутствии всех членов Государственного совета снимает с себя Андреевскую звезду и надевает её на Сперанского. Впоследствии по воле императора Александра II эта сцена была изображена барельефом на пьедестале установленного перед Исаакиевским собором памятника Николаю I работы скульптора Клодта.
В 1826—1831 годах Сперанский участвует в работе Комитета 6 декабря. В 1827 году Сперанским составлены «Заметки по организации судебной системы в России» и «Записка о причине убыточности Нерчинских заводов и мерах по улучшению их положения». В 1830 году им написаны и поданы на рассмотрение императору «Положения о порядке производства в чины», «Проект учреждения уездного управления», «Записка об устройстве городов», «Замечания на проект Герстнера о строительстве железных дорог». В 1831 году Сперанским разработан «Проект учреждения для управления губерний».
Дерптский университет 2 ноября 1827 года присвоил ему звание почётного доктора права. По инициативе Сперанского в 1834 году была основана Высшая школа правоведения для подготовки квалифицированных юристов.
Явным признаком того, что доверие Николая I к Сперанскому возросло, стало назначение его 12 октября 1835 года преподавателем юридических и политических наук наследнику престола — будущему императору Александру II (до 10 апреля 1837 года).
2 апреля 1838 года действительный тайный советник Сперанский был назначен председателем департамента законов Государственного совета.
Именным высочайшим указом, от 1 (13) января 1839 года, в день своего 67-летия, председатель департамента законов Государственного совета, действительный тайный советник Михаил Михайлович Сперанский возведён в графское достоинство Российской империи. Но прожить Михаилу Михайловичу с графским титулом суждено было всего 41 день — 11 (23) февраля 1839 года он скончался на 68-м году жизни от простуды. Похоронен в Александро-Невской лавре на Тихвинском кладбище (угол Главной и 1-й Поперечной дорожек); на могиле — надгробие по проекту архитектора Александра Брюллова в виде гранитного саркофага с бронзовым крестом.

## Политические взгляды и реформы
Сторонник конституционного строя, Сперанский был убеждён, что новые права обществу должна даровать власть. Обществу, разделённому на сословия, права и обязанности которых установлены законом, необходимы гражданское и уголовное право, публичное ведение судебных дел, свобода печати. Большое значение Сперанский придавал воспитанию общественного мнения.
После возвращения из ссылки, в противоречие своим прежним взглядам, Сперанский полагал, что Россия ещё не готова к конституционному строю, и начинать преобразования необходимо с реорганизации государственного аппарата.
Период 1808—1811 годов был эпохой наивысшего значения и влияния Сперанского, о котором именно в это время Жозеф де Местр писал, что он «первый и даже единственный министр» империи: реформа госсовета (1810), реформа министерств (1810—1811), реформа сената (1811—1812). Молодой реформатор со свойственным ему жаром принялся за составление полного плана нового образования государственного управления во всех его частях: от кабинета государева до волостного правления. Уже 11 декабря 1808 года он читал Александру I свою записку «Об усовершенствовании общего народного воспитания». Не далее октября 1809 года весь план уже лежал на столе императора. Октябрь и ноябрь прошли в почти ежедневном рассмотрении разных его частей, в которых Александр I делал свои поправки и дополнения.
Наиболее полно взгляды нового реформатора М. М. Сперанского отражены в записке 1809 года — «Введение к уложению государственных законов». «Уложение» Сперанского открывается серьёзным теоретическим исследованием «свойств и предметов государственных, коренных и органических законов». Он и дополнительно объяснил, и обосновал свои мысли на основании теории права или, даже, скорее философии права. Реформатор придавал большое значение регулирующей роли государства в развитии отечественной промышленности и своими политическими преобразованиями всемерно укреплял самодержавие. Сперанский пишет: «Если бы права государственной власти были неограниченны, если бы силы государственные соединены были в державной власти и никаких прав не оставляли бы они подданным, тогда государство было бы в рабстве и правление было бы деспотическое».
По мнению Сперанского, подобное рабство может принимать две формы. Первая форма не только исключает подданных из всякого участия в использовании государственной власти, но и отнимает у них свободу распоряжаться своей собственной личностью и своей собственностью. Вторая, более мягкая, также исключает подданных из участия в управлении государством, однако оставляет за ними свободу по отношению к собственной личности и к имуществу. Следовательно, подданные не имеют политических прав, но за ними остаются права гражданские. А наличие их означает, что в государстве в какой-то степени есть свобода. Но она недостаточно гарантирована, поэтому — объясняет Сперанский — необходимо предохранять её — посредством создания и укрепления основного закона, то есть Политической конституции.
Гражданские права должны быть перечислены в ней «в виде первоначальных гражданских последствий, возникающих из прав политических», а гражданам должны быть даны политические права, при помощи которых они будут в состоянии защищать свои права и свою гражданскую свободу. Итак, по убеждению Сперанского, гражданские права и свободы недостаточно обеспечить законами и правом. Без конституционных гарантий они сами по себе бессильны, поэтому именно требование укрепления гражданского строя легло в основу всего плана государственных реформ Сперанского и определило их основную мысль — «правление, доселе самодержавное, поставить и учредить на законе». Идея состоит в том, что государственную власть надо построить на постоянных началах, а правительство должно стоять на прочной конституционно—правовой базе. Эта идея вытекает из склонности находить в основных законах государства прочный фундамент для гражданских прав и свобод. Она несёт стремление обеспечить связь гражданского строя с основными законами и крепко поставить его, именно опираясь на эти законы. План преобразования предполагал изменение общественного устройства и перемену государственного порядка. Сперанский расчленяет общество на основании различия прав. «Из обозрения прав гражданских и политических открывается, что все они в принадлежности их к трём классам могут быть разделены:

Права гражданские общие, всем подданным

Дворянство;

Люди среднего состояния; Народ рабочий».
Всё население представлялось граждански свободным, а крепостное право упразднённым, хотя, устанавливая «гражданскую свободу для крестьян помещичьих», Сперанский одновременно продолжает их называть «крепостными людьми». За дворянами сохранялось право владения населёнными землями и свобода от обязательной службы. Народ рабочий состоял из крестьян, мастеровых людей и слуг.
Грандиозные планы Сперанского начали претворяться в жизнь. Ещё весной 1809 года император утвердил разработанное Сперанским «Положение о составе и управлении комиссии составления законов», где на долгие годы (вплоть до нового царствования) были определены основные направления её деятельности: «Труды Комиссии имеют следующие главные предметы:
1. Уложение Гражданское. 2. Уложение Уголовное. 3. Уложение Коммерческое. 4. Разные части к Государственной Экономии и к публичному праву принадлежащие. 5. Свод законов провинциальных для губерний Остзейских. 6. Свод законов таковых для губерний Малороссийских и Польских присоединённых».
Сперанский говорит о необходимости создания правового государства, которое в конечном счёте должно быть государством конституционным. Он объясняет, что безопасность человека и имущества — это первое неотъемлемое достояние всякого общества, поскольку неприкосновенность является сутью гражданских прав и свобод, которые имеют два вида: свобод личных и свобод вещественных. Содержание личных свобод:
1. Без суда никто не может быть наказан; 2. Никто не обязан отправлять личную службу, иначе как по закону.
Содержание свобод вещественных: 1. Всякий может располагать своей собственностью по произволу, сообразно общему закону; 2. Никто не обязан платить податей и повинностей иначе, как по закону, а не по произволу. Таким образом, мы видим, что Сперанский повсюду воспринимает закон, как метод защиты безопасности и свободы. Однако он видит, что необходимы гарантии и от произвола законодателя. Реформатор подходит к требованию конституционно—правового ограничения власти, чтобы оно принимало во внимание существующее право. Это придало бы ей большую стабильность.
Сперанский считает необходимым наличие системы разделения власти. Здесь он полностью принимает идеи, господствовавшие тогда в Западной Европе, и пишет в своей работе, что: «Нельзя основать правление на законе, если одна державная власть будет составлять закон и исполнять его». Поэтому Сперанский видит разумное устройство государственной власти в её делении на три ветви: законодательную, исполнительную и судебную при сохранении самодержавной формы исполнительной власти. Поскольку обсуждение законопроектов предполагает участие большого количества людей, то необходимо создать специальные органы, представляющие законодательную власть — Думы.
Сперанский предлагает привлечь народонаселение (и лично свободное, и государственных крестьян, при наличии имущественного ценза) к прямому участию в законодательной, исполнительной и судебной власти на основе системы четырёхступенчатых выборов (волостная — окружная — губернская — Государственная Дума). Если бы этот замысел получил реальное воплощение, судьбы России, возможно, сложились бы иначе — однако, история не знает сослагательного наклонения. При этом Сперанский оговаривает, что право избирать не может принадлежать одинаково всем, что чем больше у человека имущества, тем больше он заинтересован в защите прав собственности. А те, кто не имеют ни недвижимого имущества, ни капитала, исключаются из процесса выборов. Таким образом, мы видим, что демократический принцип всеобщих и тайных выборов не озвучивался Сперанским, в противовес этому он выдвигает и придаёт большее значение принципу разделения власти.
При этом Сперанский рекомендует широкую децентрализацию, то есть наряду с центральной Государственной Думой должны создаваться также местные думы: волостные, уездные и губернские. Дума призвана решать вопросы местного характера. Без согласия Государственной Думы самодержец не имел права издавать законы, за исключением тех случаев, когда речь шла о спасении отечества. Однако, в противовес император всегда мог распустить депутатов и назначить новые выборы. Следовательно, Государственная Дума своим существованием как бы была призвана давать лишь представление о нуждах народа и осуществлять контроль над исполнительной властью. Исполнительная власть представлена правлениями, а на высшем уровне — министерствами, которые формировал сам император. Причём министры, должны были нести ответственность перед Государственной Думой, которая наделялась правом просить об отмене незаконных актов. В этом и заключается принципиально новый подход Сперанского, выраженный в стремлениях поставить чиновников, как в центре, так и на местах под контроль общественного мнения. Судебная ветвь власти была представлена областными, уездными и губернскими судами, состоящими из выборных судей и действующих с участием присяжных. Высшую судебную инстанцию составлял Сенат, члены которого избирались пожизненно Государственной Думой и утверждались лично императором.
Единство государственной власти, согласно проекту Сперанского, воплощалось бы лишь в личности монарха. Эта децентрализация законодательства, суда и администрации должна была дать самой центральной власти возможность решить с должным вниманием те важнейшие государственные дела, которые сосредотачивались бы в её органах и которые не были бы заслоняемы массой текущих мелких дел местного интереса. Эта идея децентрализации была тем замечательнее, что вовсе не стояла ещё на очереди у западноевропейских политических мыслителей, которые больше занимались разработкой вопросов о центральном управлении.
Монарх оставался единственным представителем всех ветвей власти, возглавляя их. Поэтому Сперанский считал, что нужно создать учреждение, которое будет заботиться о плановом сотрудничестве между отдельными органами власти и будет являться как бы конкретным выражением принципиального воплощения государственного единства в личности монарха. По его замыслу, таким учреждением должен был стать Государственный Совет. Одновременно этот орган должен был выступать блюстителем исполнения законодательства.
1 января 1810 года был объявлен Манифест о создании Государственного Совета, заменившего Непременный совет. М. М. Сперанский получил в этом органе должность государственного секретаря. В его ведении оказалась вся проходившая через Государственный совет документация. Сперанский изначально предусматривал в своём плане реформ Государственный Совет как учреждение, которое не должно особенно заниматься подготовкой и разработкой законопроектов. Но поскольку создание Государственного совета рассматривалось в качестве первого этапа преобразований и именно он должен был учредить планы дальнейших реформ, то поначалу этому органу были приданы широкие полномочия. Отныне все законопроекты должны были проходить через Государственный Совет. Общее собрание составлялось из членов четырёх департаментов : 1) законодательного, 2) военных дел (до 1854 года), 3) дел гражданских и духовных, 4) государственной экономики; и из министров. Председательствовал на нём сам государь. При этом оговаривается, что царь мог утверждать лишь мнение большинства общего собрания. Первым председателем Государственного совета (до 14 августа 1814 г.) стал канцлер граф Николай Петрович Румянцев. Главой Государственной канцелярии стал государственный секретарь (новая должность).
Сперанский не только разработал, но и заложил определённую систему контроля и противовесов в деятельности высших государственных органов при верховенстве власти императора. Он утверждал, что уже на основе этого задаётся само направление реформ.
Итак, Сперанский считал Россию зрелой, чтобы приступить к реформам и получить конституцию, обеспечивающую не только гражданскую, но и политическую свободу. В докладной записке Александру I он возлагает надежды на то, что «если Бог благословит все начинания, то к 1811-му году… Россия воспримет новое бытие и совершенно во всех частях преобразится». Сперанский утверждает, что в истории нет примеров того, чтобы просвещённый коммерческий народ долго оставался в состоянии рабства и что нельзя избежать потрясений, если государственное устройство не соответствует духу времени. Поэтому главы государств должны внимательно наблюдать за развитием общественного духа и приспособлять к нему политические системы. Из этого Сперанский делал выводы, что было бы большим преимуществом возникновение в России конституции благодаря «благодетельному вдохновению верховной власти». Но верховная власть в лице императора разделяла не все пункты программы Сперанского. Александра I вполне устраивали лишь частичные преобразования крепостнической России, сдобренные либеральными обещаниями и отвлечёнными рассуждениями о законе и свободе. Александр I был готов принять всё это. Но между тем испытывал на себе и сильнейшее давление придворного окружения, включая членов его семьи, стремившихся не допустить радикальных преобразований в России.

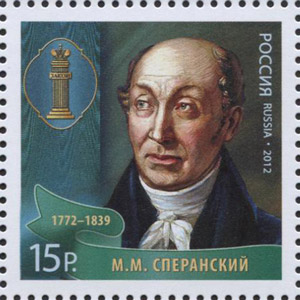
М. М. Сперанский. Серия «Выдающиеся юристы России». Почтовая марка России, 2012 г.

Второй мерой был опубликованный 6 августа 1809 года Указ «Об экзаменах на чин», в тайне подготовленный Сперанским. В записке к государю под весьма непритязательным названием коренился революционный план коренного изменения порядка производства в чины, установления прямой связи получения чина с образовательным цензом. Это было смелым покушением на систему чинопроизводства, действующую с эпохи Петра I. Можно лишь представить, сколько недоброжелателей и врагов появилось у Михаила Михайловича благодаря одному этому указу. Сперанский протестует против чудовищной несправедливости, когда выпускник юридического факультета получает чины позже коллеги, нигде и никогда толком не учившегося. Отныне чин коллежского асессора, который ранее можно было получить по выслуге лет, давался только тем чиновникам, которые имели на руках свидетельство об успешном окончании курса обучения в одном из российских университетов или выдержавшим экзамены по специальной программе. В конце записки Сперанский прямо говорит о вредоносности существующей системы чинов по петровской «Табели о рангах», предлагая либо отменить их, либо регламентировать получение чинов, начиная с VI класса, наличием университетского диплома. Данная программа предусматривала проверку знаний русского языка, одного из иностранных языков, естественного, римского, государственного и уголовного права, всеобщей и русской истории, государственной экономики, физики, географии и статистики России. Чин коллежского асессора соответствовал VIII классу «Табели о рангах». Начиная с этого класса и выше, чиновники имели большие привилегии и высокие оклады. Несложно догадаться, что желающих получить его было много, а сдавать экзамены большинству претендентов, как правило, немолодых, было просто не под силу. Ненависть к новому реформатору начинала возрастать. Император, защитив верного товарища своей эгидой, поднимал его по служебной лестнице.
Элементы рыночных отношений в экономике России были также освещены в проектах М. М. Сперанского. Он разделял идеи философа и экономиста Адама Смита. Сперанский связывал будущее экономического развития с развитием коммерции, преобразованием финансовой системы и денежного обращения. В первые месяцы 1810 года состоялось обсуждение проблемы регулирования государственных финансов. Сперанский составил «План финансов», который лёг в основу царского манифеста от 2 февраля 1810 года. Основная цель этого документа заключалась в ликвидации бюджетного дефицита. Согласно его содержанию прекращался выпуск бумажных денег, сокращался объём финансовых средств, финансовая деятельность министров ставилась под контроль. С целью пополнения государственной казны подушная подать с 1 рубля была повышена до 3-х, также вводился новый, небывалый прежде налог — «подоходный прогрессивный». Меры эти дали положительный результат и, как отмечал в дальнейшем сам Сперанский, «переменив систему финансов… мы спасли государство от банкротства». Дефицит бюджета сократился, а доходы казны возросли за два года на 175 миллионов рублей.
Летом 1810 года по инициативе Сперанского началась реорганизация министерств, завершившаяся к июню 1811 г. За это время было ликвидировано министерство коммерции, были выделены дела о внутренней безопасности, для которых образовалось особое министерство полиции. Сами министерства делились на департаменты (с директором во главе), департаменты — на отделения. Из высших чиновников министерства составлялся совет министра, а из всех министров — комитет министров для обсуждения дел административного и исполнительного характера.
Над головой реформатора начинают сгущаться тучи. Сперанский вопреки инстинкту самосохранения продолжает самозабвенно трудиться. В отчёте, представленном императору 11 февраля 1811 года, Сперанский докладывает: «/…/ исполнены следующие главные предметы: I. Учреждён Государственный Совет. II. Окончены две части гражданского уложения. III. Сделано новое разделение министерств, составлен общий им устав и начертаны проекты уставов частных. IV. Составлена и принята постоянная система к уплате государственных долгов: 1) прекращением выпуска ассигнаций; 2) продажею имуществ; 3) установлением комиссии погашения. V. Составлена система монетная. VI. Составлено коммерческое уложение на 1811 год.
Никогда, может быть, в России в течение одного года не было сделано столько общих государственных постановлений, как в минувшем. /…/ Из сего следует, что для успешного довершения того плана, который Ваше Величество предначертать себе изволит, необходимо усилить способы его исполнения. /…/ следующие предметы в плане сем представляются совершенно необходимыми: I. Окончить уложение гражданское. II. Составить два уложения весьма нужные: 1) судебное, 2) уголовное. III. Окончить устройство сената судебного. IV. Составить устройство сената правительствующего. V. Управление губерний в порядке судном и исполнительном. VI. Рассмотреть и усилить способы к погашению долгов. VII. Основать государственные ежегодные доходы: 1) Введением новой переписи людей. 2) Образованием поземельного сбора. 3) Новым устройством винного дохода. 4) Лучшим устройством дохода с казённых имуществ. /…/ Можно с достоверностью утверждать, что /…/ совершением их /…/ империя поставлена будет в положение столь твёрдое и надёжное, что век Вашего Величества всегда будет именоваться веком благословенным». Увы, грандиозные планы, очерченные во второй части отчёта, остались неосуществлёнными (прежде всего сенатская реформа).
К началу 1811 года Сперанский предложил и новый проект преобразования Сената. Суть проекта в значительной мере отличалась от первоначальной. Предполагалось разделить Сенат на правительствующий и судебный. Состав последнего предусматривал назначение его членов следующим образом: одна часть — от короны, другая выбиралась дворянством. В силу различных внутренних и внешних причин Сенат остался в прежнем состоянии, да и сам Сперанский в конечном итоге пришёл к выводу, что проект нужно отсрочить.
Отметим ещё, что в 1810 году по плану Сперанского, был учреждён Царскосельский лицей.
Такой была в общих чертах политическая реформа. Крепостное состояние, суд, администрация, законодательство — всё нашло себе место и разрешение в этой грандиозной работе, оставшейся памятником политических дарований, далеко выходящих за уровень даже высокоталантливых людей. Некоторые упрекают Сперанского в том, что он мало уделял внимания крестьянской реформе. У Сперанского мы читаем: «Отношения, в которые поставлены оба эти класса (крестьяне и помещики) окончательно уничтожают всякую энергию в русском народе. Интерес дворянства требует, чтобы крестьяне были ему полностью подчинены; интерес крестьянства состоит в том чтобы дворяне были также подчинены короне… Престол всегда является крепостным как единственный противовес имуществу их господ», то есть крепостное состояние было несовместимо с политической свободой. «Таким образом, Россия разделённая на различные классы, истощает свои силы в борьбе, которую эти классы ведут между собой, и оставляет правительству весь объём безграничной власти. Государство, устроенное таким образом — то есть на разделении враждебных классов — если оно и будет иметь то или другое внешнее устройство, — те и другие грамоты дворянству, грамоты городам, два сената и столько же парламентов, — есть государство деспотическое, и пока оно будет состоять из тех же элементов (враждующих сословий), ему невозможно будет быть государством монархическим». Сознание необходимости, в интересах самой политической реформы, упразднить крепостное право, а равно и сознание необходимости, чтобы перераспределение власти соответствовало перераспределению политической силы, явствует из рассуждения.

## Свод законов
Император Николай I прежде решил создать прочную систему законодательства. Архитектором данной системы выступил Сперанский. Именно его опыт и талант захотел использовать новый император, поручая составление Свода законов Российской империи. Сперанский возглавил 2-е отделение Собственной Его Императорского Величества канцелярии. Под руководством Михаила Михайловича к 1830 году было составлено «Полное собрание законов Российской империи» в 45 томах, в которое были включены Законы, начиная с «Уложения» царя Алексея Михайловича (1649) до конца царствования Александра І. В 1832 году был изготовлен 15-томный «Действующий свод законов Российской империи». В награду за это Сперанский получил орден Святого Андрея Первозванного. На специальном заседании Госсовета в январе 1833 года, посвящённом выходу в свет первого издания Свода законов Российской империи, император Николай I, сняв с себя Андреевскую звезду, надел её на Сперанского.

## Семья
3 ноября 1798 года в Сампсониевском соборе Сперанский обвенчался с 17-летней Елизаветой Стивенс, дочерью англиканского пастора. 5 сентября 1799 года у них родилась дочь Елизавета. После родов жена Сперанского заболела чахоткой и скончалась 6 ноября 1799 года. Смерть жены повергла его в глубокую депрессию, Сперанский несколько недель не появлялся на службе. Больше он так и не женился.
16 августа 1822 года Елизавета вышла замуж за Александра Алексеевича Фролова-Багреева, впоследствии сенатора и черниговского губернатора. Их внук, князь Михаил Родионович Кантакузен, в год столетия прадеда в знак уважения к заслугам последнего получил право принять его фамилию и впредь именоваться графом Сперанским.

## Отзывы о Сперанском
По отзывам современников, Сперанский своими либеральными убеждениями резко выделялся из чиновничьей среды, к которой принадлежал. «Вольтер в православно-богословской оболочке» — именовал его В. О. Ключевский.
Современники связывали либеральную тенденцию в государственной политике Александра I именно с именем Сперанского. Как отмечал А. С. Пушкин, император всё время метался между консервативным и либеральным лагерями, между Аракчеевым и Сперанским, которые стояли «в дверях противоположных этого царствования, как гении зла и блага». Перед Отечественной войной Александр I снимает с должности государственного секретаря Сперанского и назначает А. С. Шишкова (адмирала).
Наполеон, познакомившись со Сперанским на Эрфуртском конгрессе, назвал его «единственной светлою головою в России». По слухам, во время одной из встреч Наполеона с Александром, первый долго разговаривал со Сперанским, затем вместе с ним подошёл к русскому императору и сказал: «Ты обменяешь мне этого человека (Сперанского) на какое-нибудь из моих королевств». Аракчеев о Сперанском сказал так: «Будь у меня хоть треть ума Сперанского, я был бы великим человеком!»
Лев Толстой сделал Сперанского одним из второстепенных персонажей «Войны и мира». Князь Андрей «увидел в нём разумного, строго мыслящего, огромного ума человека, энергией и упорством достигшего власти и употребляющего её только для блага России».
Своего рода идеологическим антиподом Сперанского, излагавшим чаяния консерваторов, в правление Александра I был Н. М. Карамзин. В записке «О древней и новой России» он указывал императору, что «государственные преобразования, совершаемые Сперанским, есть не что иное, как произвольное подражание революционной Франции, которая является очагом революционной заразы и безбожия».
Николай I, узнав о смерти Сперанского, говорил М. А. Корфу: «Я нашёл в нём самого верного и ревностного слугу, с огромными сведениями, с огромною опытностью, с неустававшею никогда деятельностию. Теперь все знают, чем я, чем Россия ему обязаны, и клеветники давно замолчали».

## Адреса в Санкт-Петербурге
- 1809—1812 годы — Сергиевская ул., 62;
- сентябрь 1823 — середина 1825 года — дом Лазарева — Невский проспект, 42;
- 1836 — 11.02.1839 года — доходный дом Лыткина — набережная реки Фонтанки, 53.

## Подготовленные нормативные акты
- Реформа чинопроизводства (август 1809 г.)
- Работа над планом государственных преобразований (1807—1812 гг.)
- Проект уголовного уложения Российской империи 1813 года (1808—1812 гг.)
- Указ о придворных званиях (апрель 1809 г.)
- Учреждения для управления сибирских губерний (1822 г.)
- Свод законов Российской империи (1832 г.)
- Указ о вольных хлебопашцах (20 февраля 1803 г.)
- О коренных законах государства
- О постепенности усовершенствования общественного
- О силе общественного мнения
- «Записка об устройстве судебных и правительственных учреждений в России»
- Устав духовных училищ
- «Об усовершенствовании общего народного воспитания»
- «Введение к уложению государственных законов» (1808—1809)
- О создании Государственного совета
- План государственного преобразования М. М. Сперанского

## Награды и почести
- Орден Святого Иоанна Иерусалимского, кавалерский крест — 31 декабря 1800 г.
- Бриллиантовая табакерка с вензелем Его Императорского Величества — 1 января 1803 г.
- Орден Святого Владимира 3-й степени — 18 ноября 1806 г.
- Орден Святой Анны 1-й степени — 15 марта 1807 г.
- Орден Святого Владимира 2-й степени — 26 июня 1808 г.
- Орден Святого Владимира 1-й степени — 22 августа 1826 г.
- Орден Святого Александра Невского — 1 января 1812 г.; алмазные знаки к ордену — 8 июля 1827 г.
- Бриллиантовая табакерка с портретом Его Императорского Величества — 22 января 1828 г.
- Знак отличия беспорочной службы за XXV лет — 22 августа 1828 г.
- Орден Белого орла — 20 января 1833 г.
- Орден Святого апостола Андрея Первозванного — 20 января 1833 г.; алмазные знаки к ордену — 17 апреля 1837 г.
- Знак отличия беспорочной службы за XXX лет — 22 августа 1834 г.
- * Знак отличия беспорочной службы за XXXV лет — 22 августа 1837 г.
- Высочайший рескрипт — 17 апреля 1838 г.
- Графский титул — 1 января 1839 г.
- Почётный член Императорской Академии наук (с 12 мая 1819 г.)
- Почётный (с 21 мая 1821 г.) и Действительный (с 24 января 1831 г.) член Императорской Российской академии
- Орден Красного орла (1807, королевство Пруссия)[31]

## Память

### Населённые пункты и объекты уличной сети
- Деревня Сперанский Уфимского района Башкортостана
- Деревня Сперанская Мыза Новгородского района Новгородской области
- В селе Черкутино, на родине Сперанского, в 1916 году одной из центральных улиц было присвоено имя Сперанского
- В честь Сперанского названы улицы в Санкт-Петербурге, Владимире, Тюмени, Пензе, Улан-Удэ, Наволоках (Ивановская область) и площадь в Иркутске[32].

### Памятники

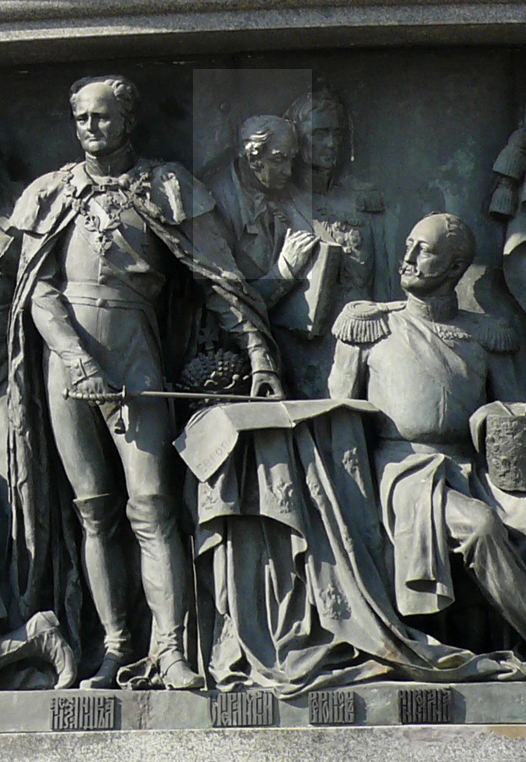
М. М. Сперанский на Памятнике «Тысячелетие России» в Великом Новгороде

- Памятник в Белгороде установлен 5 августа 2016 года на Народном бульваре у здания Арбитражного суда Белгородской области.
- В Перми 18 ноября 2016 года установлен памятник Сперанскому на территории Пермского государственного университета[33].
- Памятник в Иркутске установлен 25 ноября 2016 года[34] в сквере на пересечении улиц Сухэ-Батора и Рабочая[35].
- Барельеф с изображением Сперанского расположен на пьедестале памятника Александру III в Иркутске[36].
- Памятник в Санкт-Петербурге, перед зданием Российской национальной библиотеки[37].
- Памятник во Владимире установлен в 2024 году перед зданием областного суда.

### Мемориальные доски
- В Перми сохранился дом, где Сперанский жил во время своей ссылки с сентября 1812 по сентябрь 1814 года. Теперь здание это расположено по адресу ул. 25-го Октября, 1. На нём 14 марта 2001 года была открыта мемориальная доска.
- В Иркутске сохранился дом, где жил Сперанский с 1819 по 1820 год. На доме установлена мемориальная доска[38].
- На д. 106 по Большой Московской улице 12 ноября 2003 года М. М. Сперанскому открыта мемориальная доска[39].

### Учреждения и залы
- Именем Сперанского названы юридический факультет РАНХиГС и юридический институт[40] Владимирского государственного университета.
- Имя Сперанского носит школа № 49 во Владимире.
- В Ростове-на-Дону именем Сперанского названа юридическая гимназия № 9[41].
- Иркутский институт муниципальной правовой информации носит имя М. М. Сперанского[42].
- В Екатеринбурге в 2022 году появился научно-практический центр публичного права, названный в честь Сперанского[43].
- В селе Черкутино открыт музейно-выставочный зал имени Сперанского[44]. 11 мая 2023 года музей освятили представители Русской православной церкви[45].

### Киновоплощения
- В сериале «Союз Спасения. Время гнева» (2022) режиссёра Никиты Высоцкого роль Михаила Сперанского исполнил Максим Аверин.

### Знаки отличия
- С 1995 года Российская академия наук вручает Золотую медаль имени М. М. Сперанского

## Переписка Сперанского
- Письма Сперанского к А. А. Столыпину / Коммент. Д. Столыпина // Русский архив, 1869. — Вып. 10. — Стб. 1682—1708., Вып. 11. — Стб. 1966—1984.
- Письма Сперанского к А. А. Столыпину // Русский архив, 1870. — Изд. 2-е. — М., 1871. — Стб. 1125—1156., Стб. 880—893.
- Письма графа М. М. Сперанского к его дочери // Русский архив, 1868. — Изд. 2-е. — М., 1869. — Стб. 1103—1212., Стб. 1681—1811.
- Письмо М. М. Сперанского к И. В. Лопухину / Сообщ. А. Ф. Бычковым Архивная копия от 25 мая 2018 на Wayback Machine // Русский архив, 1870. — Изд. 2-е. — М., 1871. — Стб. 623—626.
- Письмо Сперанского к Аркадию Алексеевичу Столыпину от 5-го марта 1818 г. (Пенза) // Русский архив, 1869. — Вып. 5. — Стб. 919—920.
- Письмо Сперанского к С. М. Броневскому // Русский архив, 1870. — Изд. 2-е. — М., 1871. — Стб. 199—202.